# Moroto (district)
Moroto is een district in het noorden van Oeganda.
Moroto telt 118.500 inwoners op een oppervlakte van 3.542 km² (2020).
Het district Moroto ontstond in 1971 toen de provincie Karamoja werd opgesplitst. Moroto zelf werd ook diverse malen aangepast: in juli 2001 ging Nakapiripirit als zelfstandig district verder, in 2010/2011 gevolgd door Napak.